# Glænø
Glænø is een Deens eiland voor de westkust van Seeland tussen Basnæs Nor en Karrebæksminde Bugt, 10 kilometer van Skælskør en onderdeel van de gemeente Slagelse. Het eiland heeft een oppervlakte van 5,6 km² en had op 1 januari 2010 57 inwoners. Via een 100 meter lange dijk met de naam Glænøvej is het eiland verbonden met Seeland.
Het centrale deel van het eiland wordt gebruikt voor landbouw en veeteelt. Meer naar de kust zijn draslanden te vinden met veel vogels, waaronder kluten. Het is een veel gebruikte rustplaats van trekvogels.
Het verhaal gaat dat het nabijgelegen eiland Vænø ooit geheel in zee is gezonken en daar op hereniging met Glænø wacht. Bij kalme zee zouden de graslanden van Vænø in de diepte te zien zijn en kan het geluid van kerkklokken worden gehoord.
Knud Kyhn, een Deens kunstenaar, heeft het eiland meerdere keren geschilderd.